# Харебава, Нестор Ясонович
Нестор Ясонович Харебава (1910, Зугдидский уезд, Кутаисская губерния, Российская империя — неизвестно, Зугдидский район, Грузинская ССР) — звеньевой колхоза «Колхида» Зугдидского района, Грузинская ССР. Герой Социалистического Труда (1949).

## Биография
Родился в 1910 году в крестьянской семье в одном из сельских населённых пунктов Зугдидского уезда. С раннего возраста трудился в сельском хозяйстве. В послевоенное время возглавлял чаеводческое звено в колхозе «Колхида» Зугдидского района.
В 1948 году звено под его руководством собрало в среднем с каждого гектара по 8152 килограмма зелёного чайного листа с площади 2,2 гектара. Указом Президиума Верховного Совета СССР от 29 августа 1949 года удостоен звания Героя Социалистического Труда за «получение высоких урожаев сортового зелёного чайного листа и цитрусовых плодов в 1948 году» с вручением ордена Ленина и золотой медали «Серп и Молот» (№ 4584).
После выхода на пенсию проживал в Зугдидском районе. С 1971 года — персональный пенсионер союзного значения. Дата смерти не установлена.